# جهلم (شهر)
جهلم (به اردو: جہلم) شهری در ایالت پنجاب (پاکستان) کشور پاکستان است که در سرشماری سال ۲۰۰۶ میلادی، ۱۶۶٫۴۲۰ نفر جمعیت داشته است.

## نگارخانه

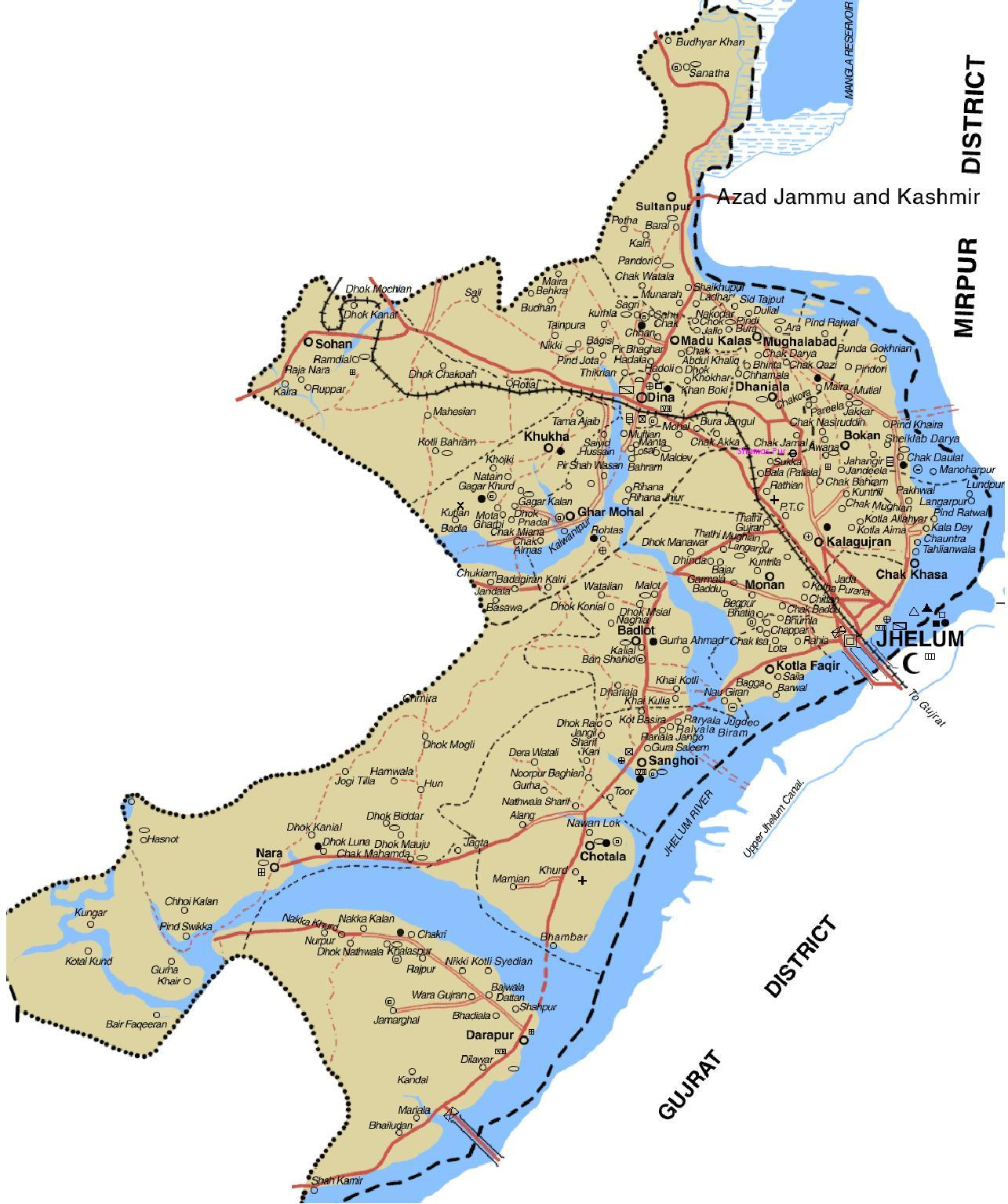
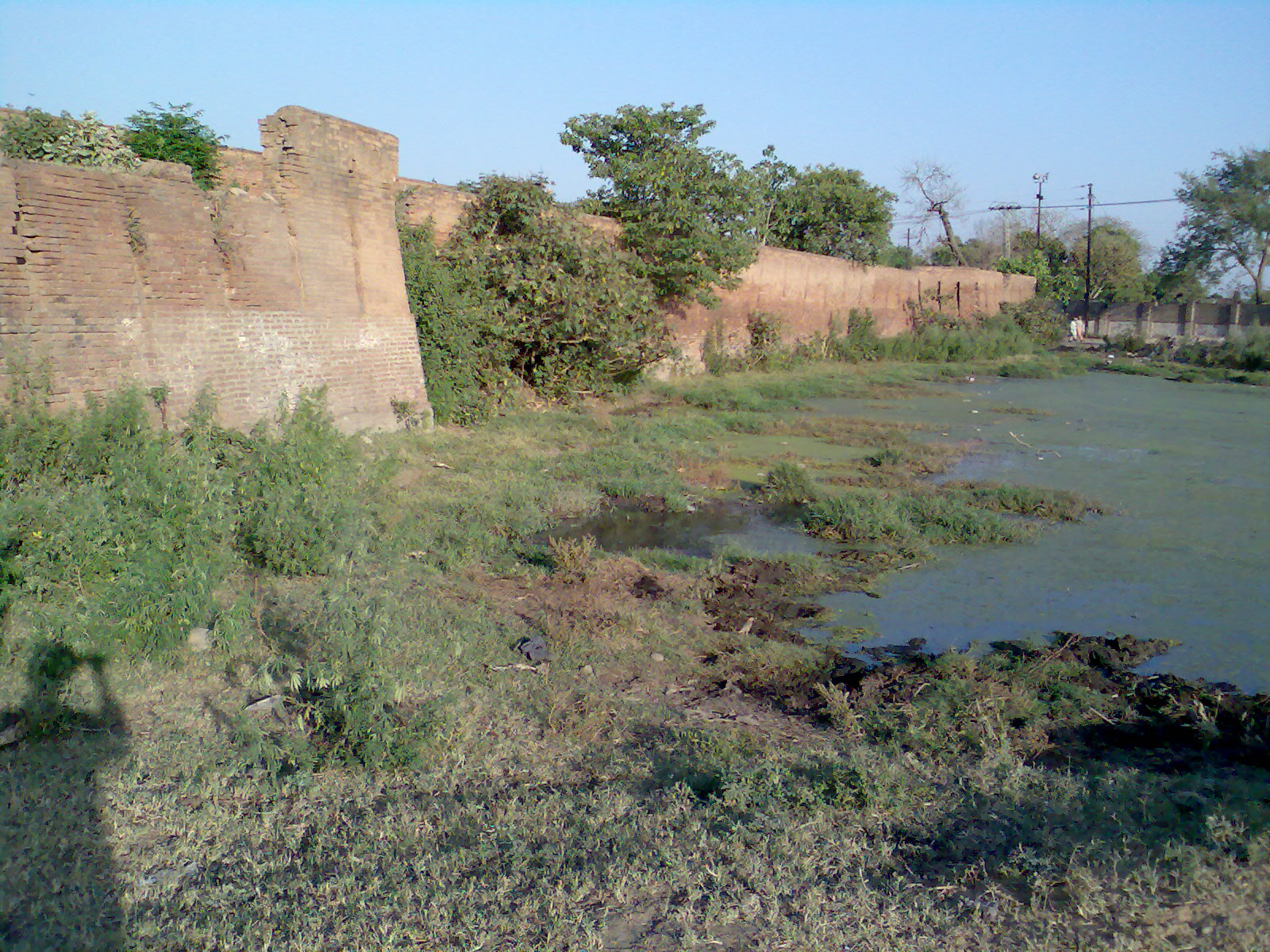
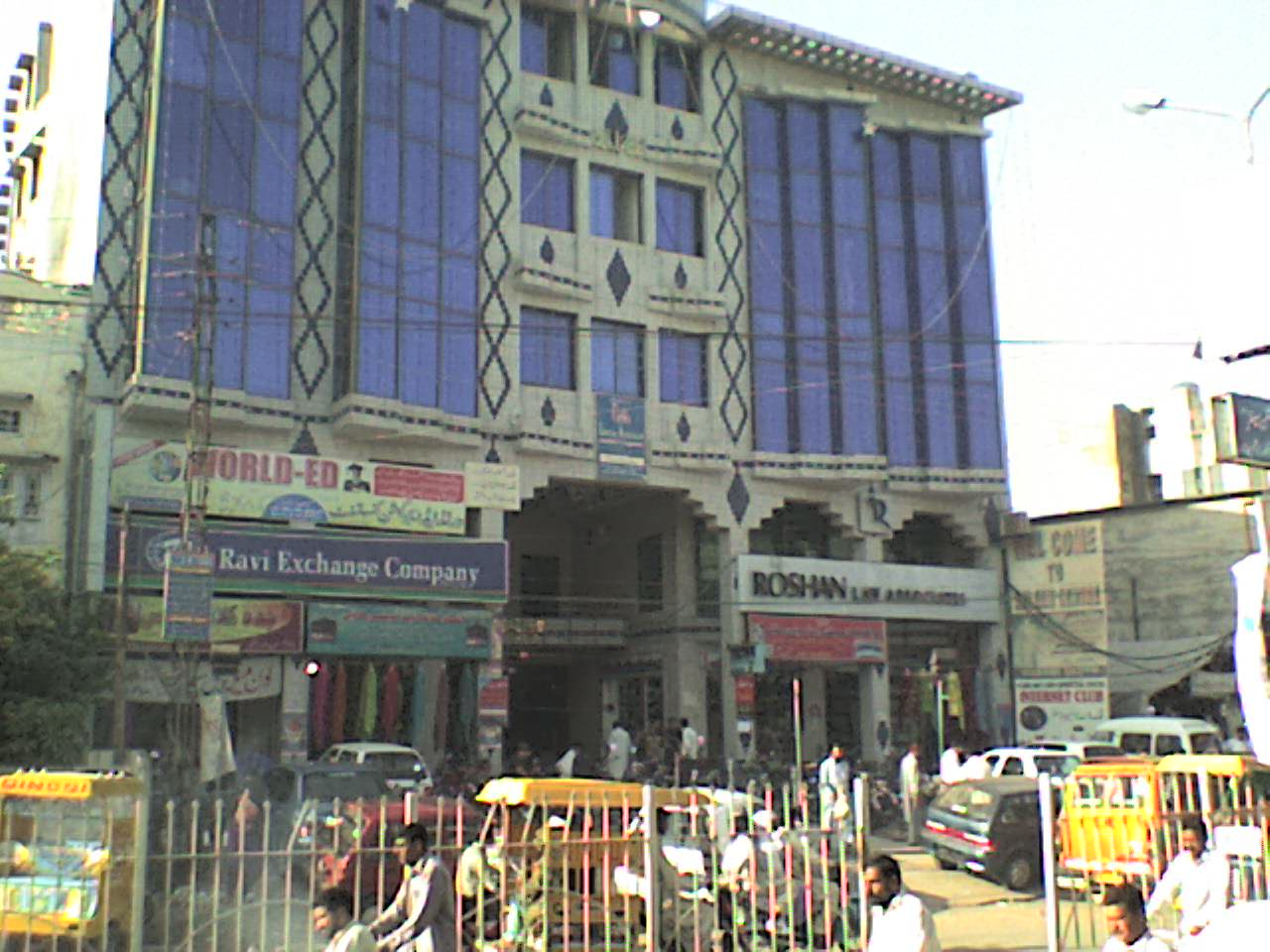
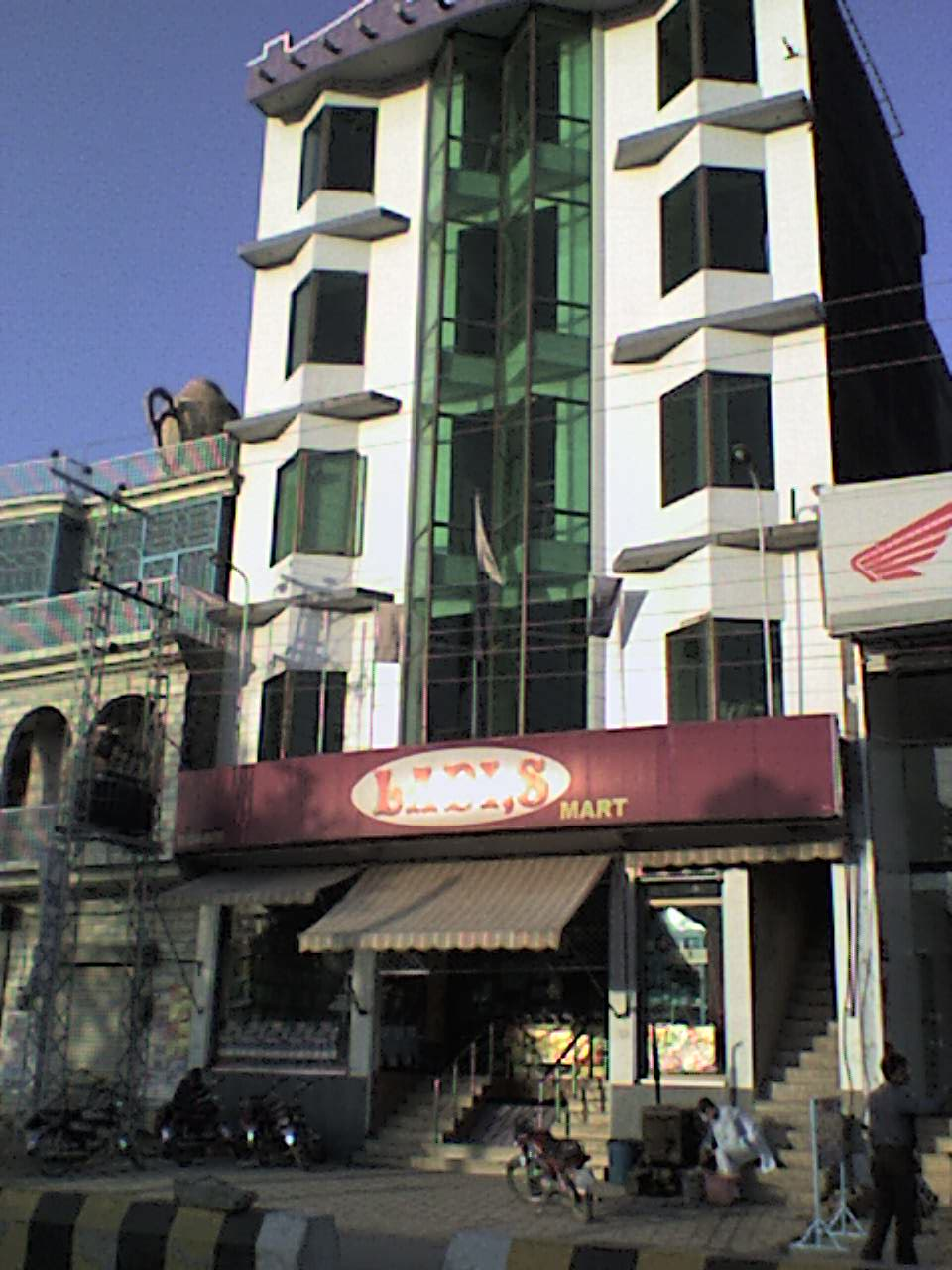
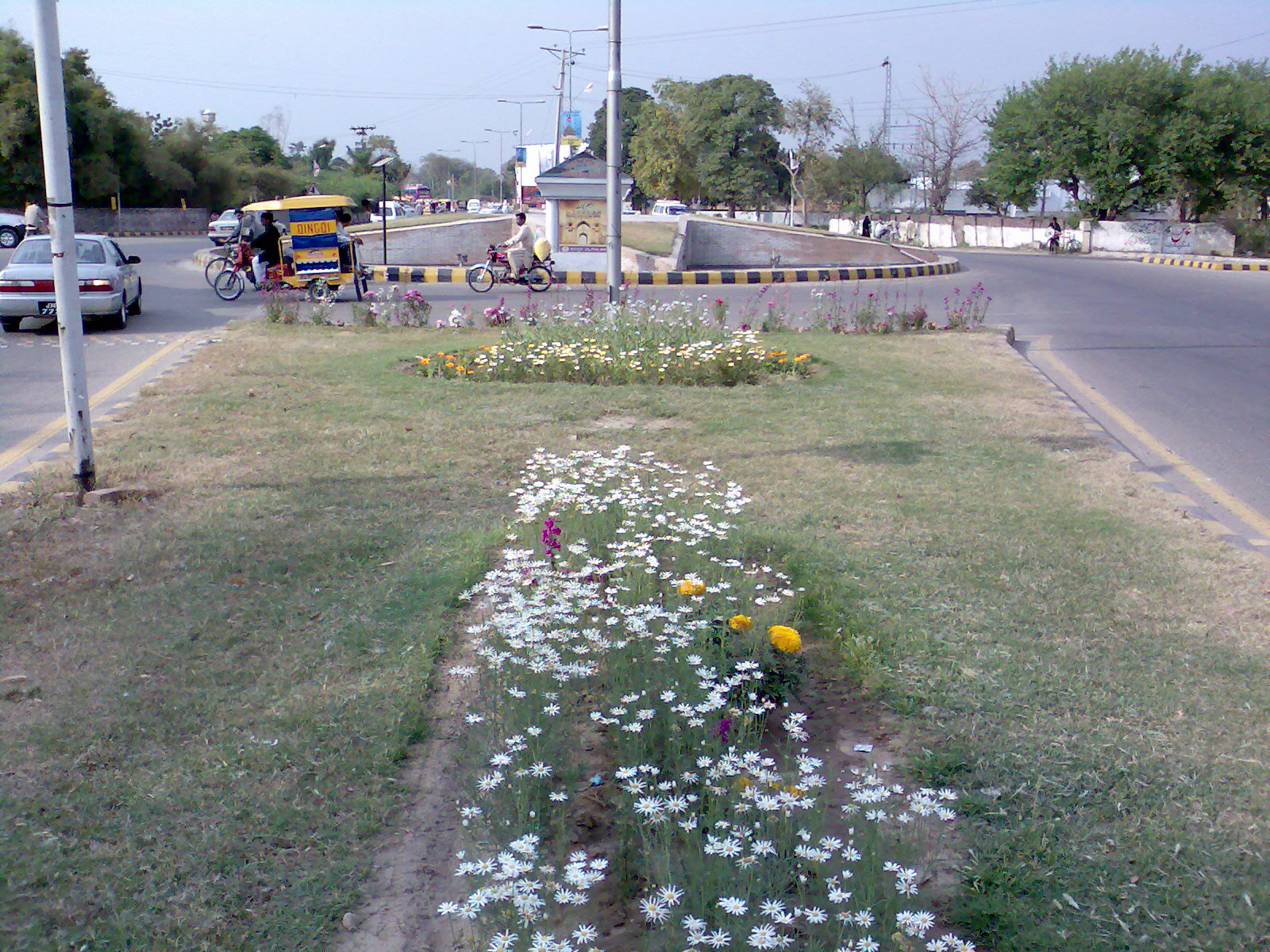
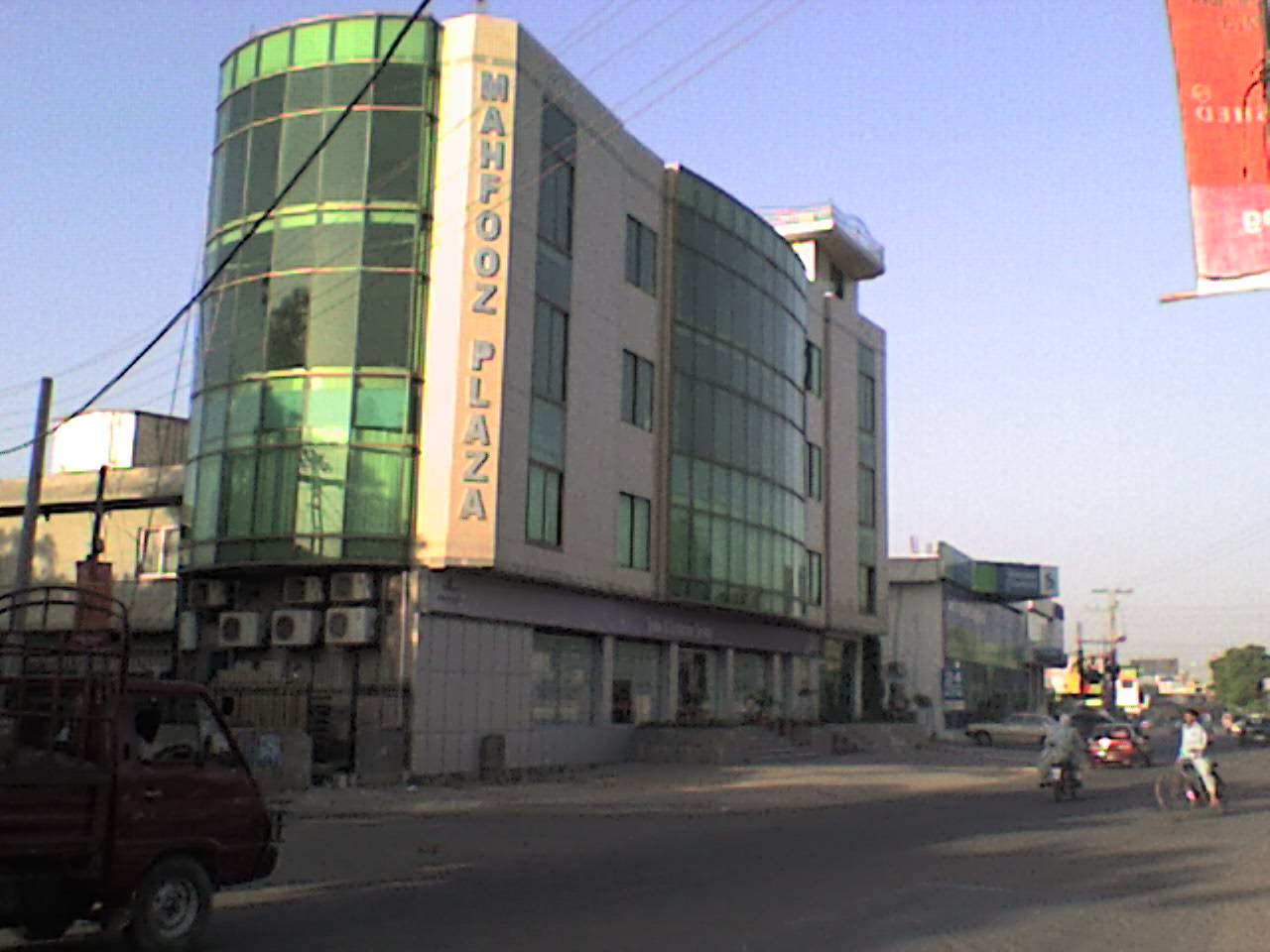
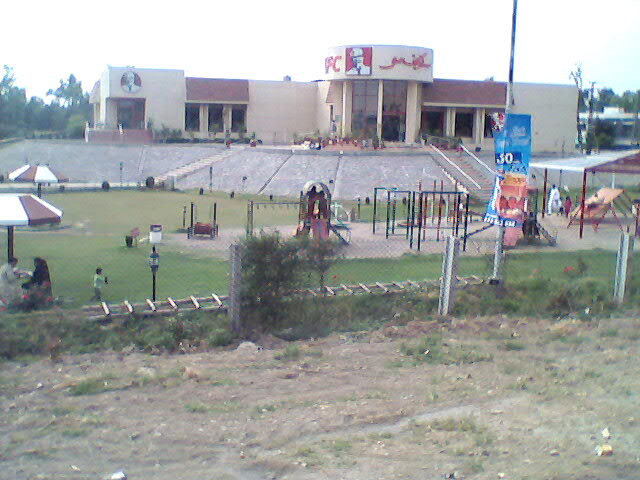
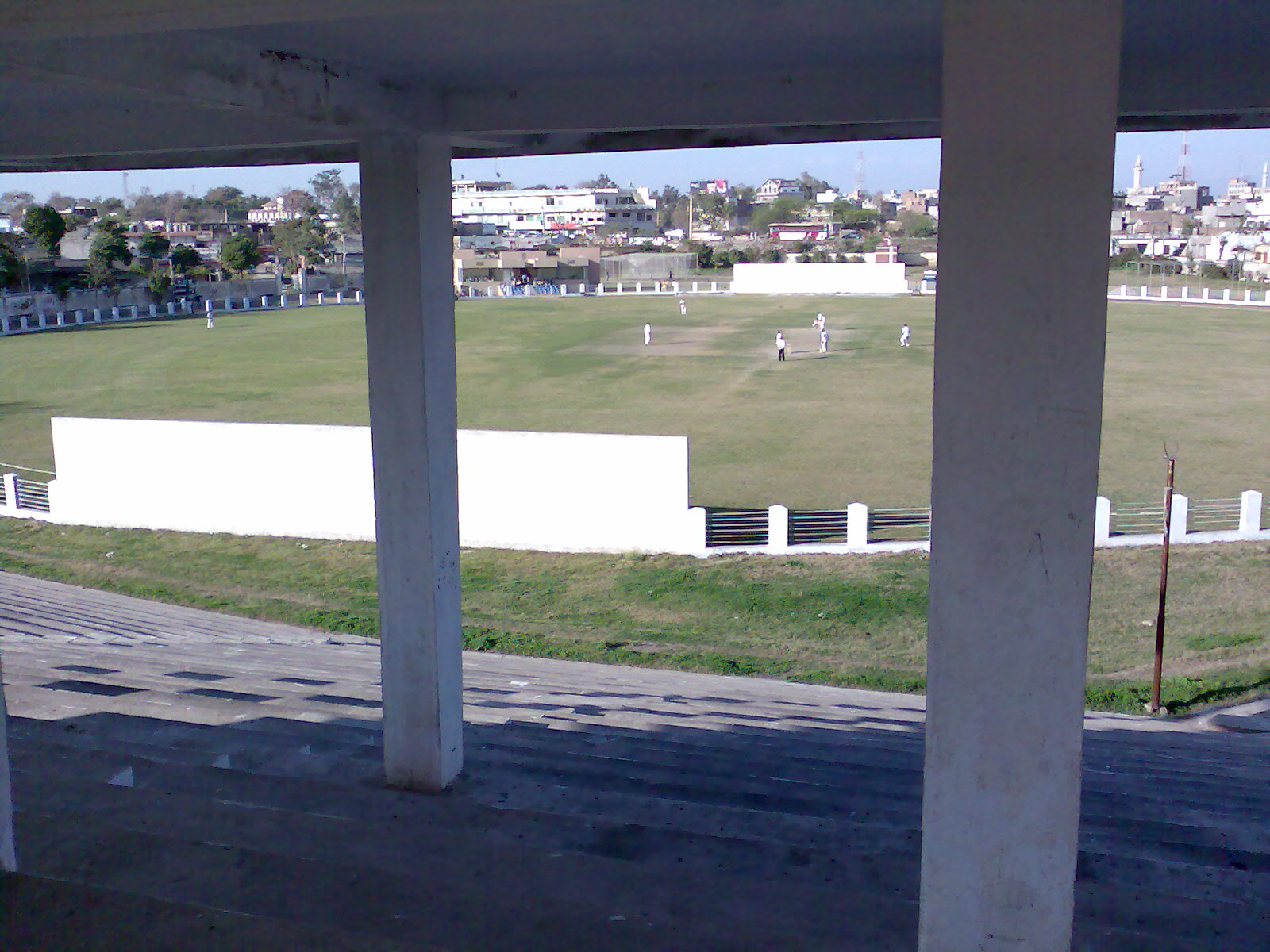
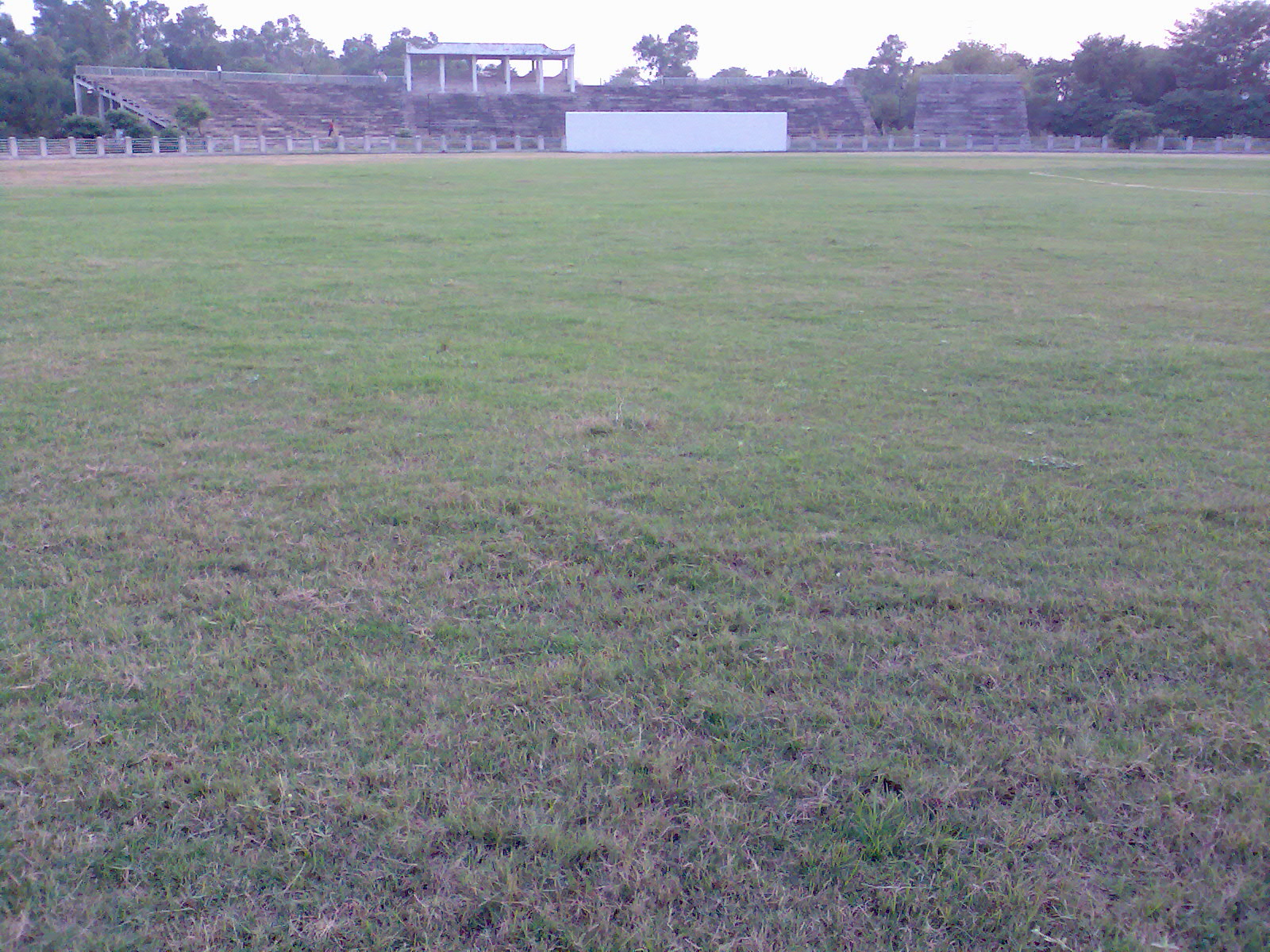
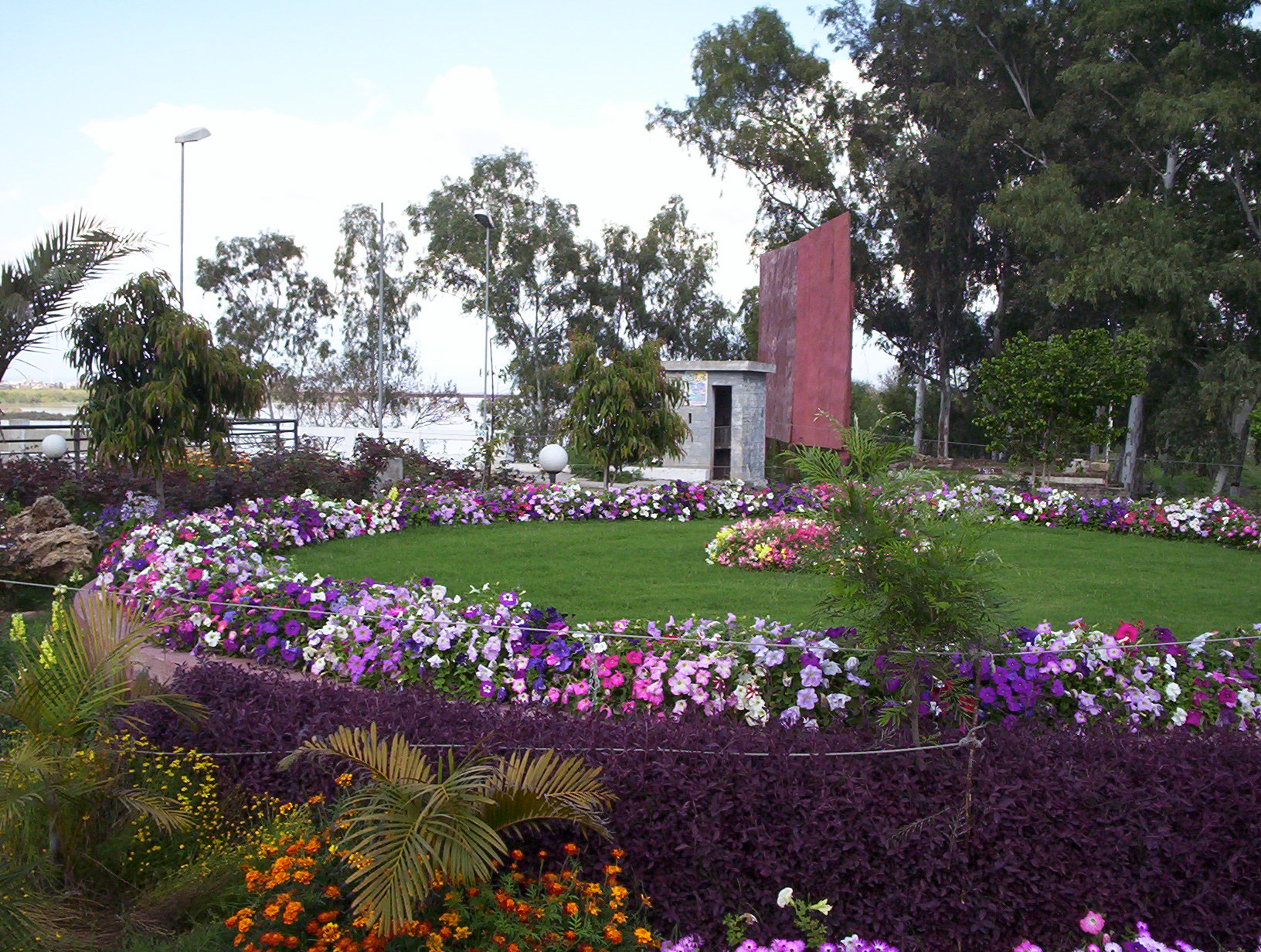
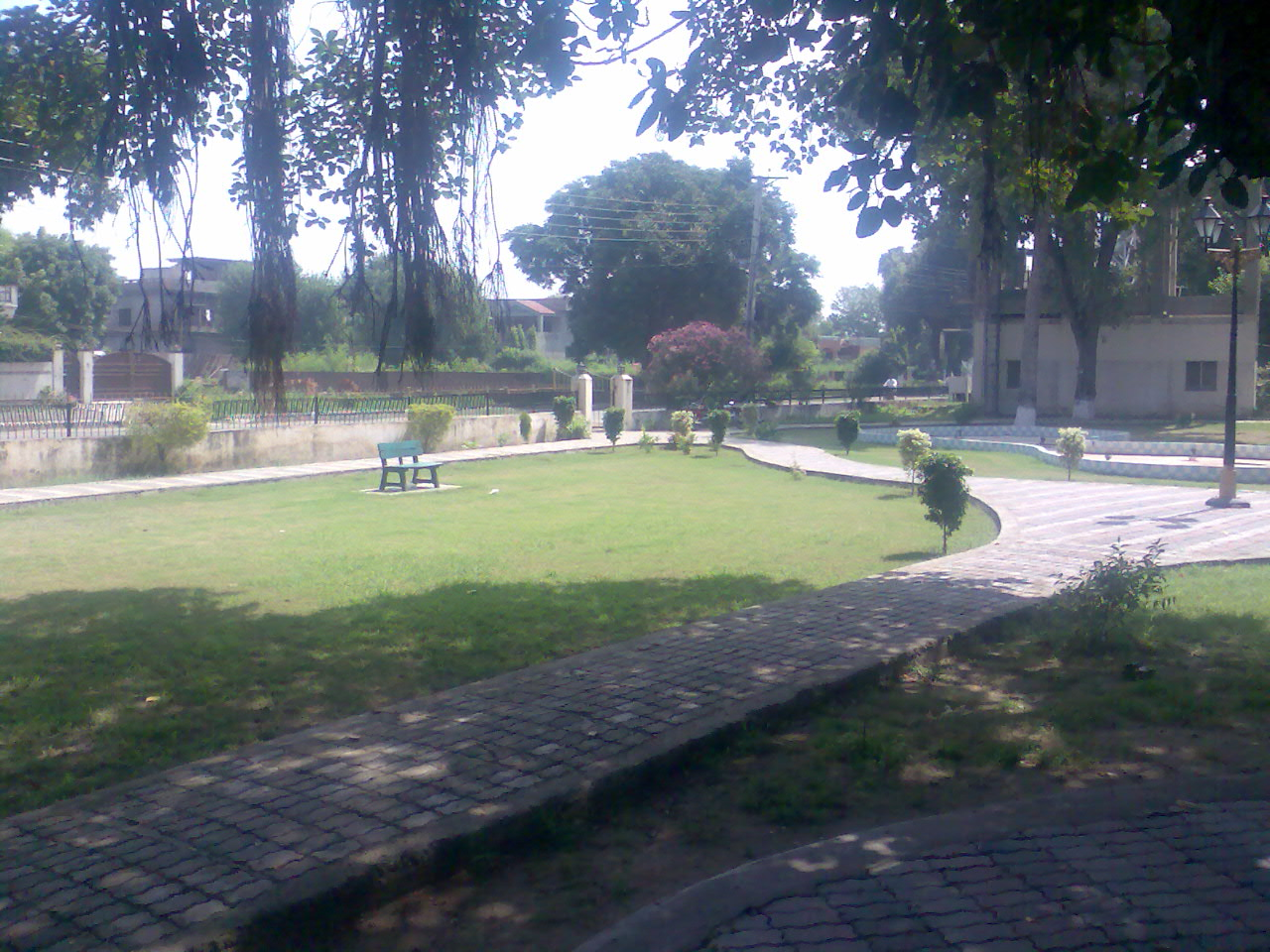
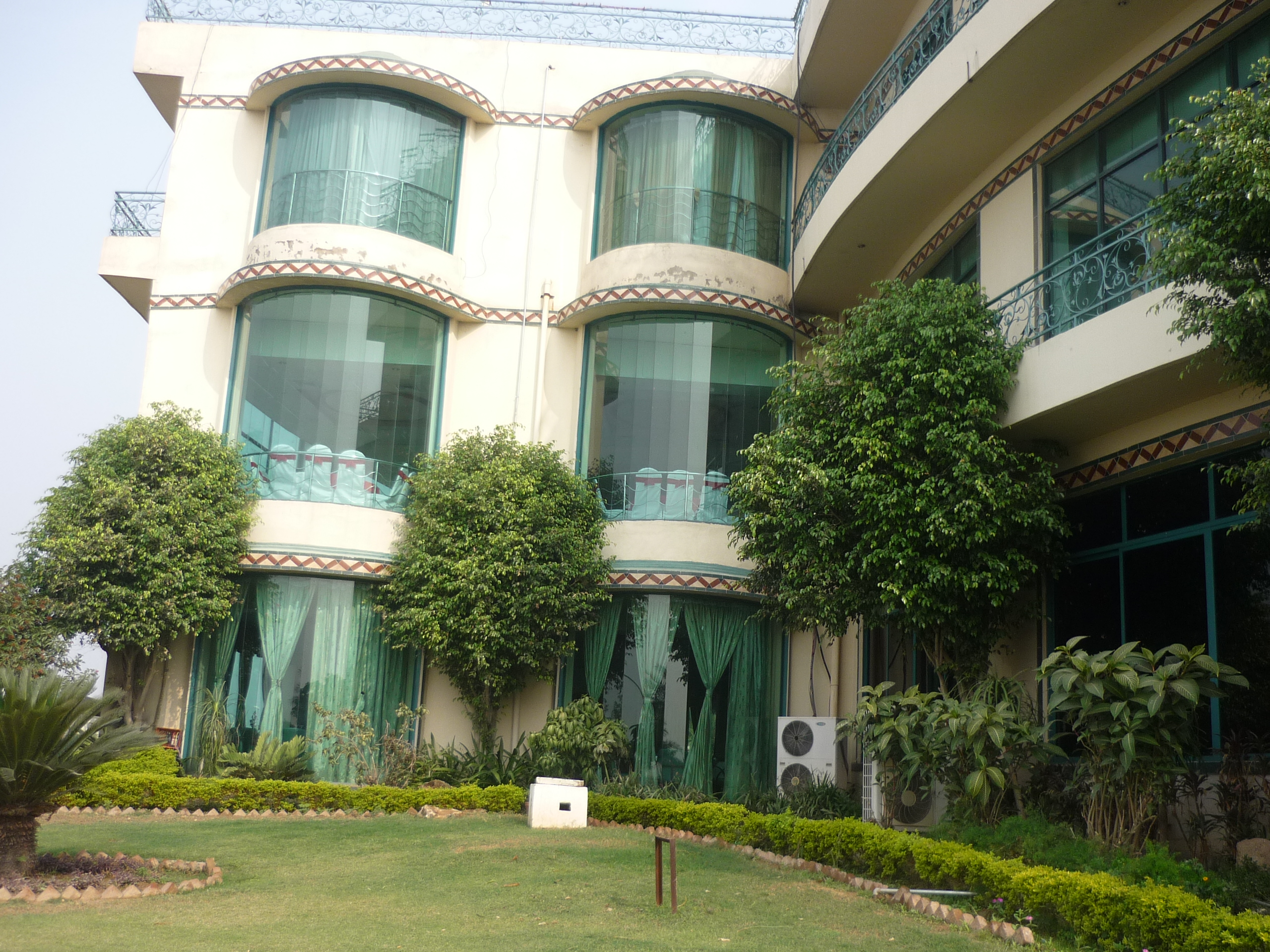
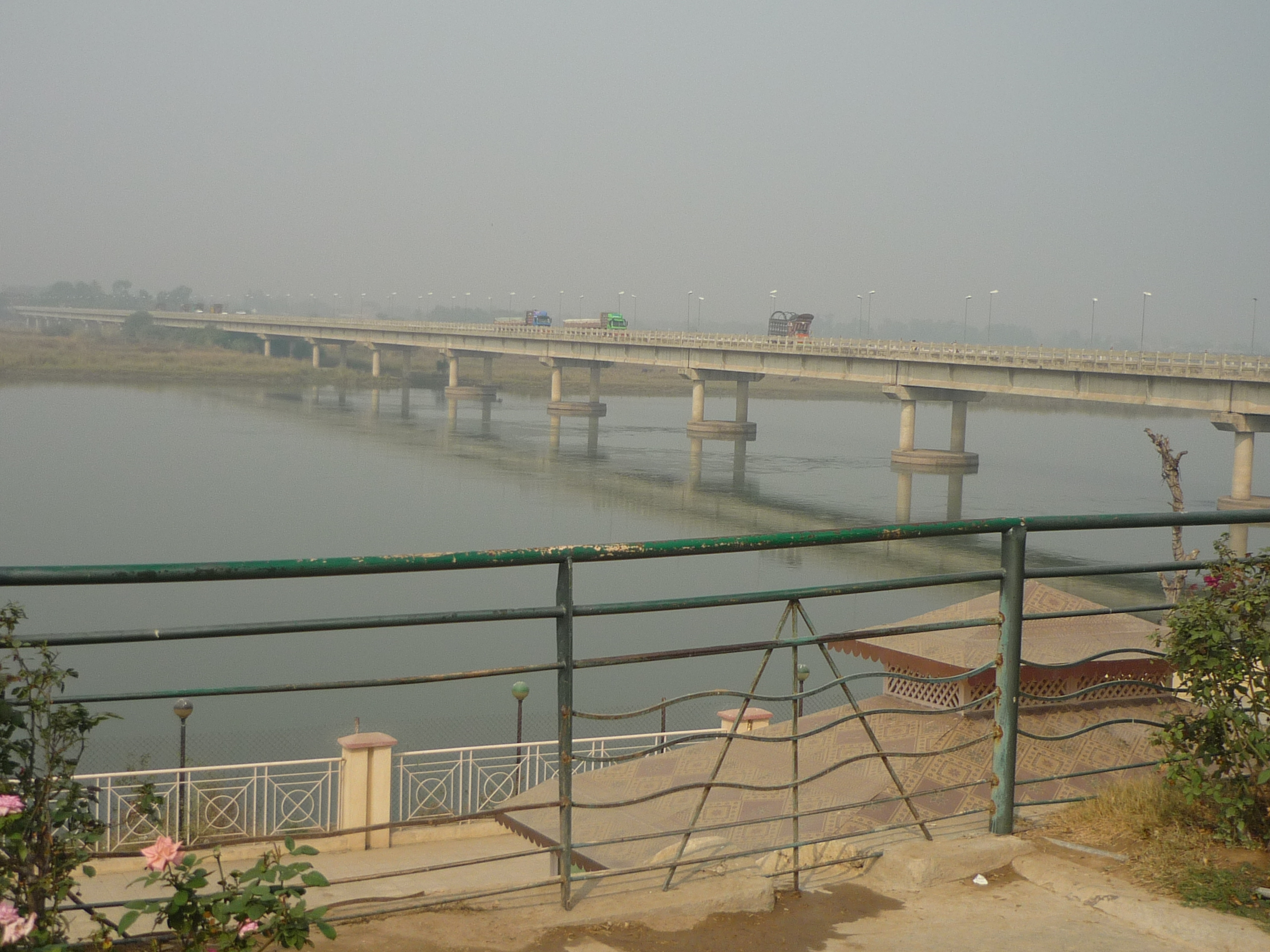